# جزه (کاشان)

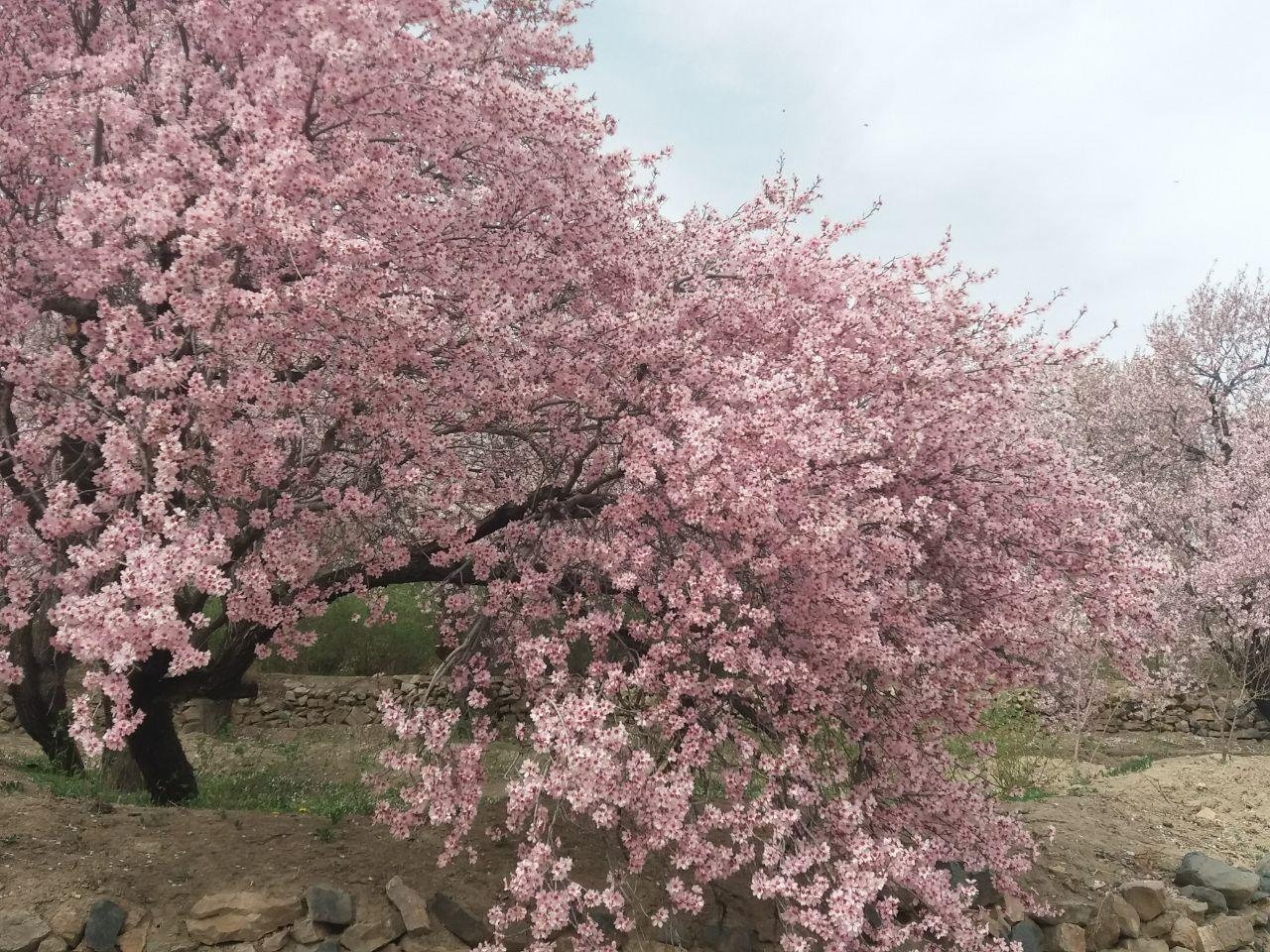
فصل بهار ۱۳۹۷روستای جزه

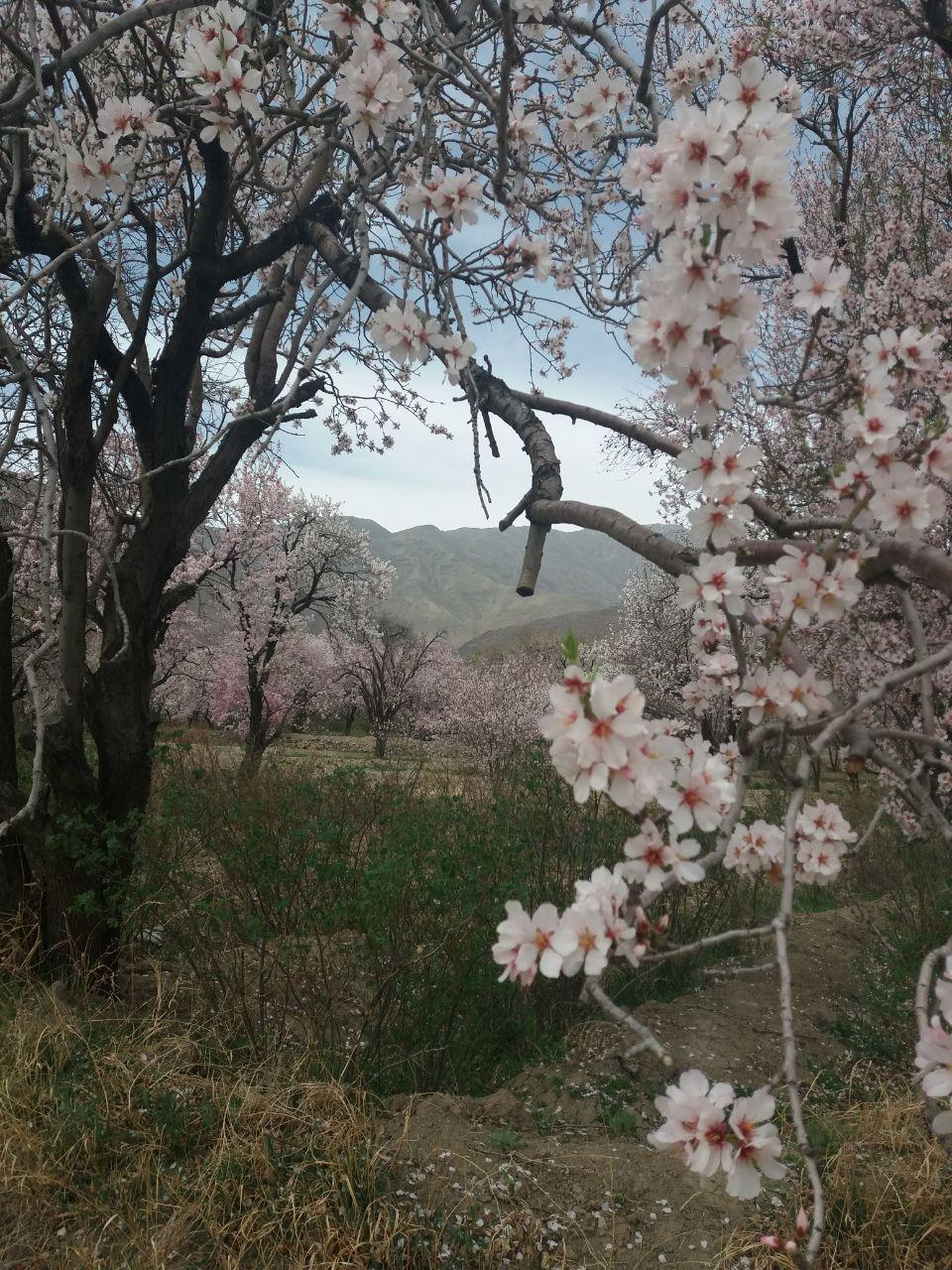
فصل بهار ۱۳۹۷روستای جزه

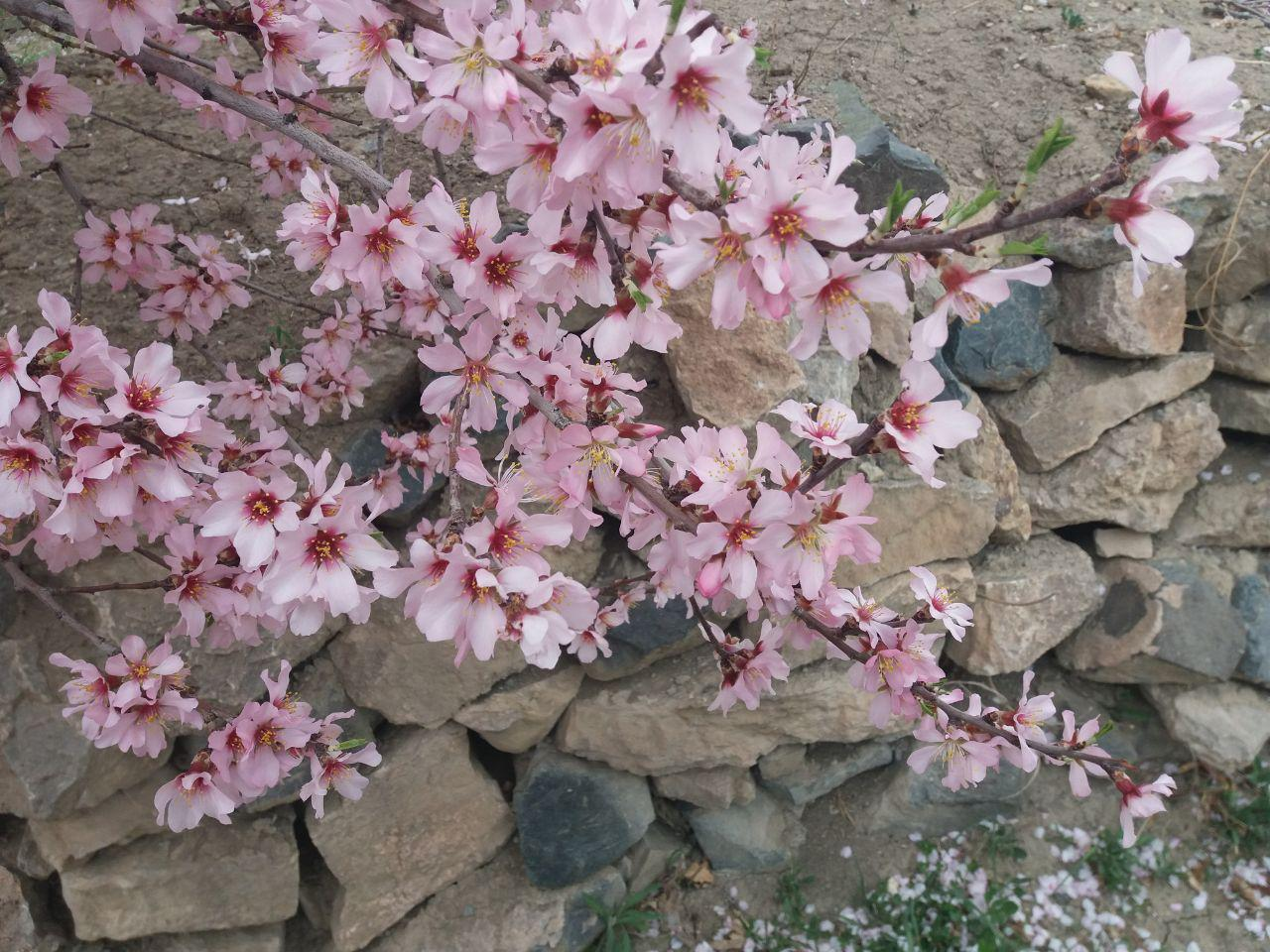
فصل بهار ۱۳۹۷روستای جزه

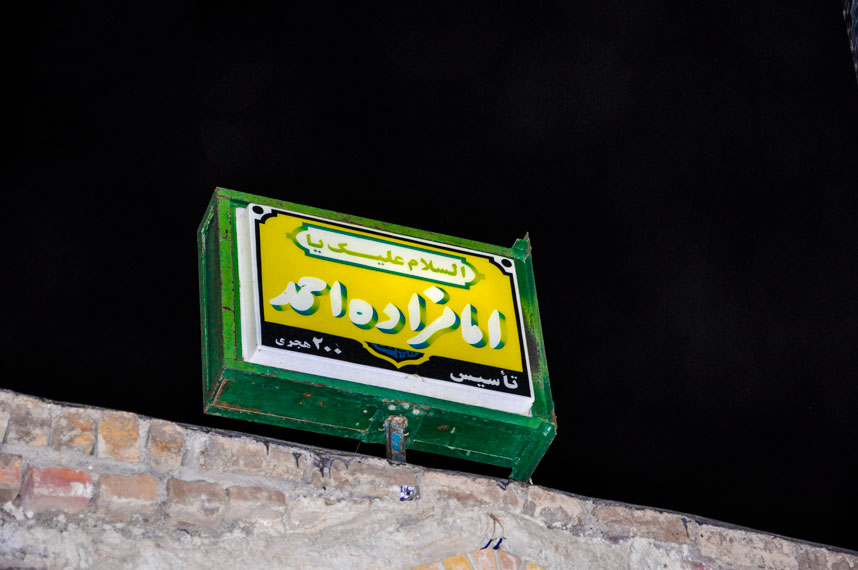
امامزاده احمد (ع)

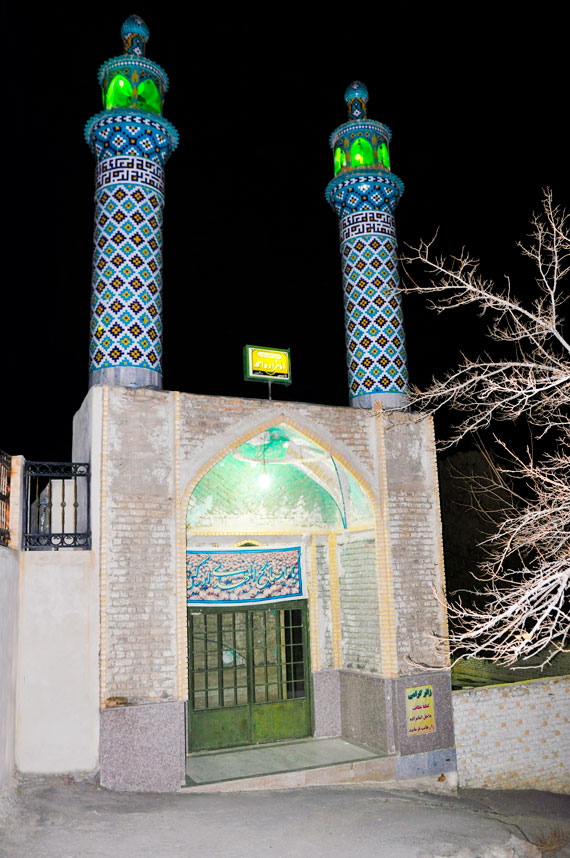
امامزاده احمد (ع) روستای جزه

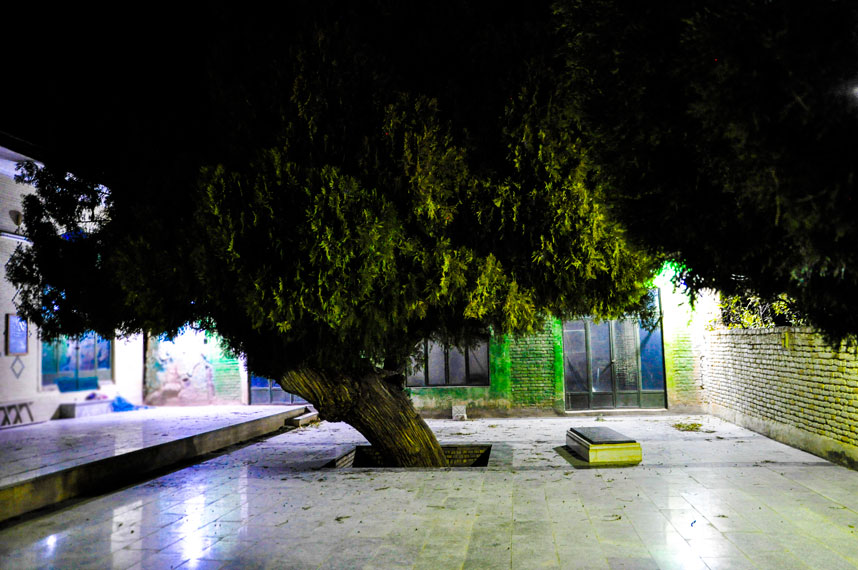
امامزاده احمد (ع) روستای جزه

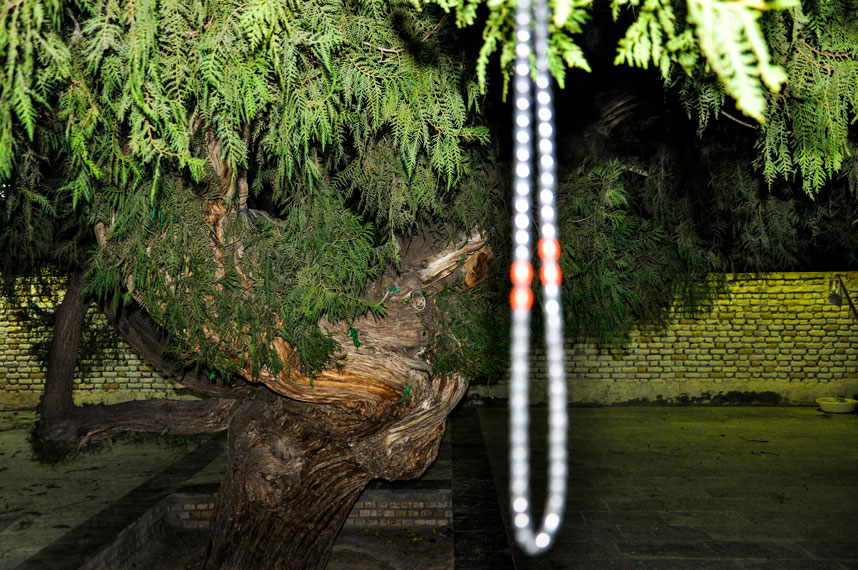
امامزاده احمد (ع) روستای جزه

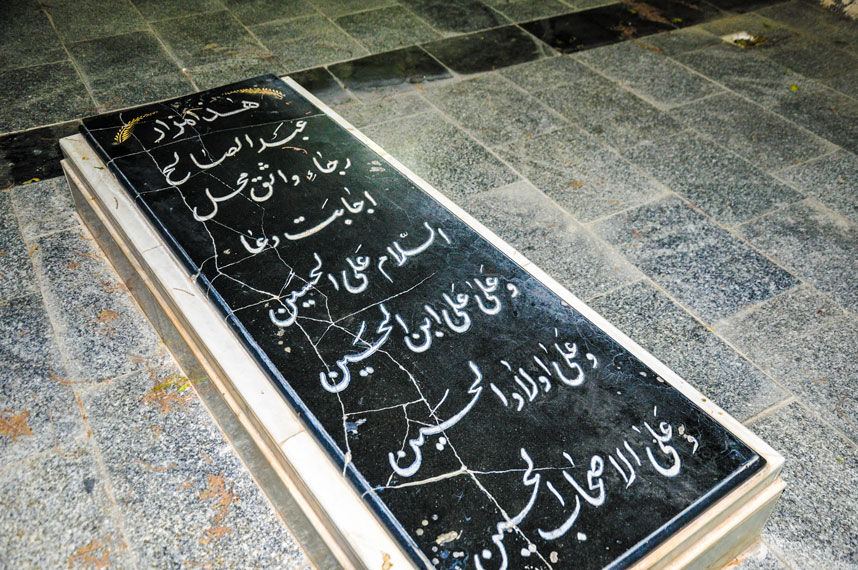
امامزاده احمد (ع) روستای جزه

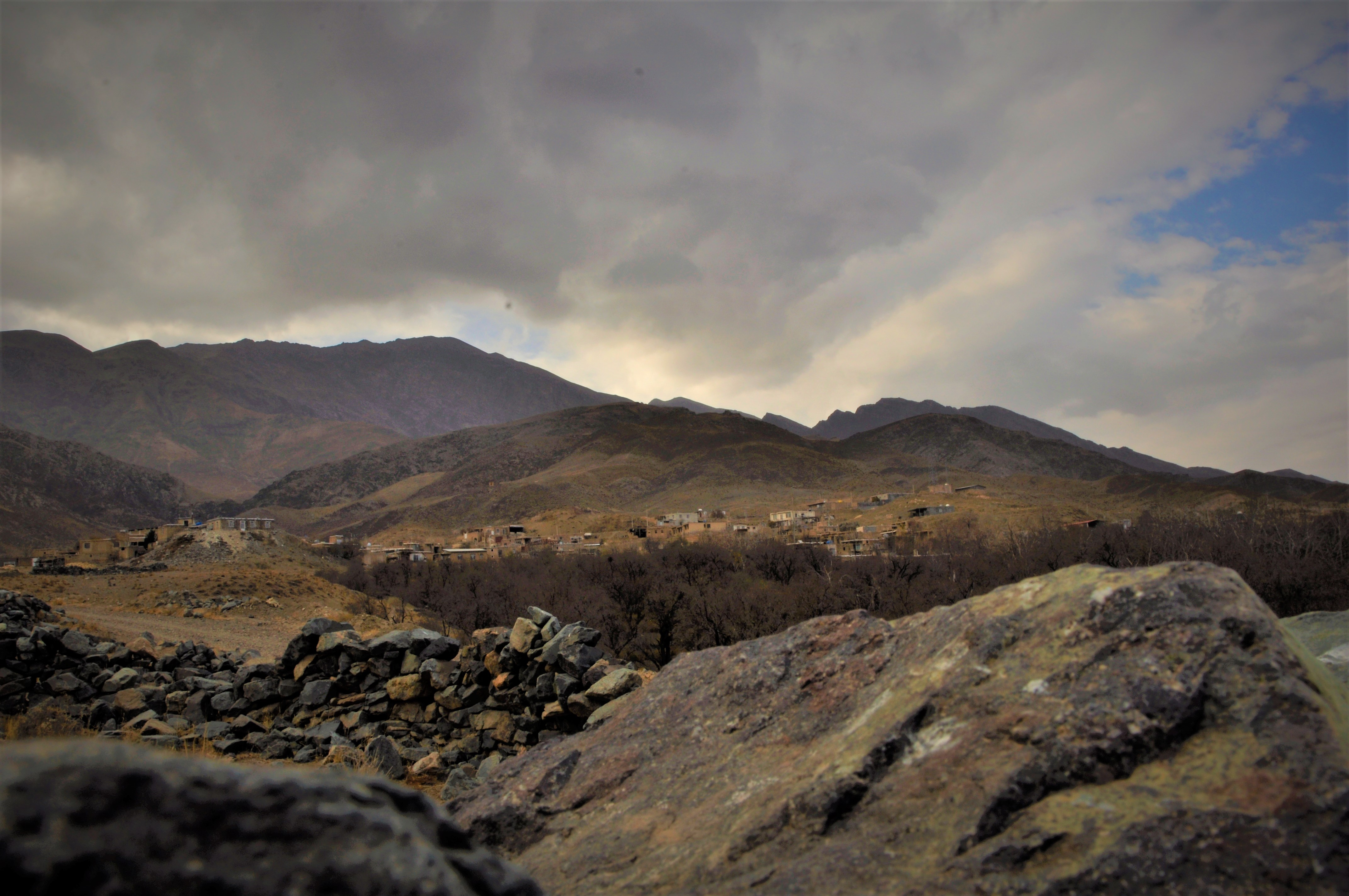
منظره روستای جزه

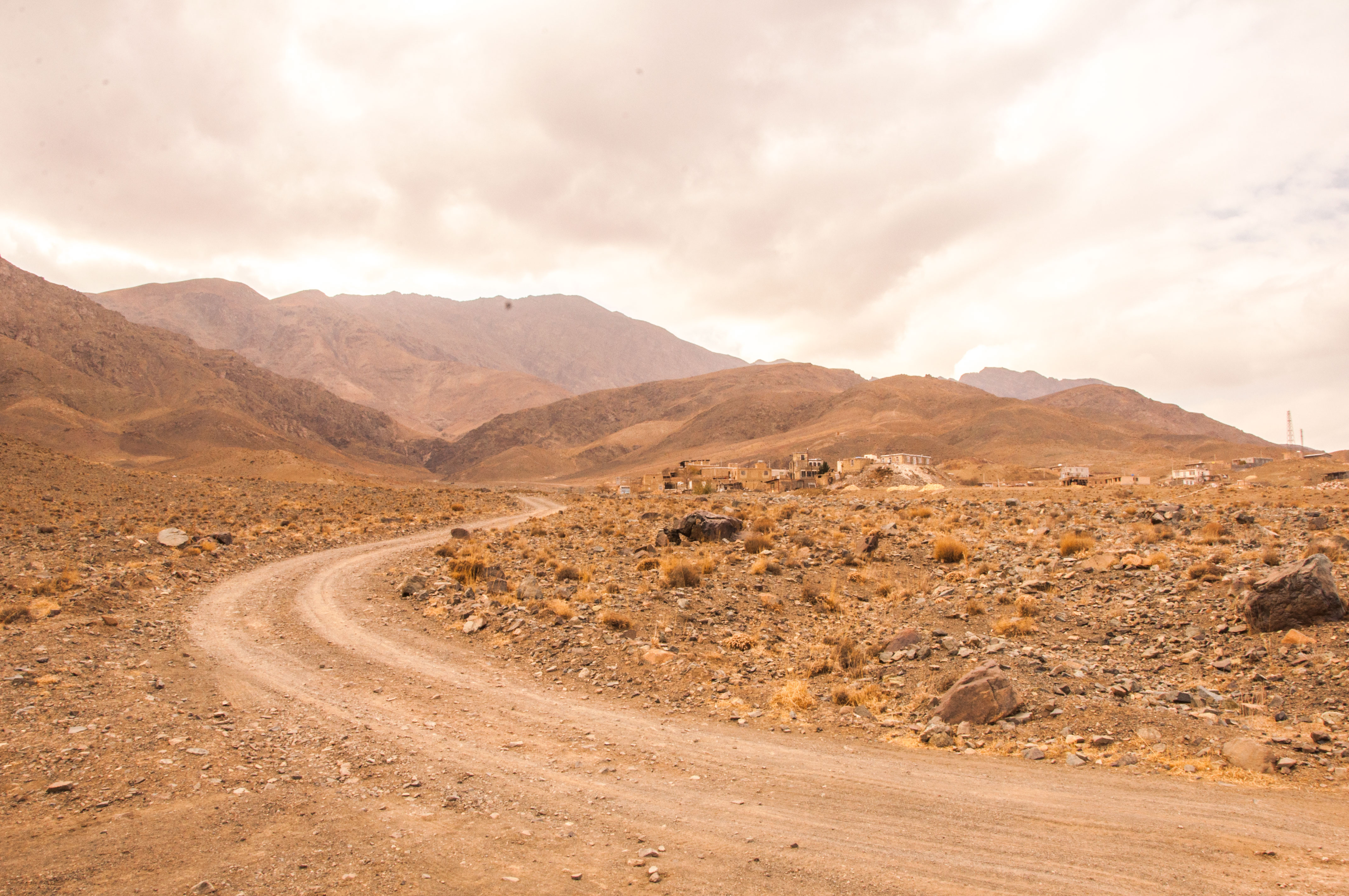
روستای جزه کاشان

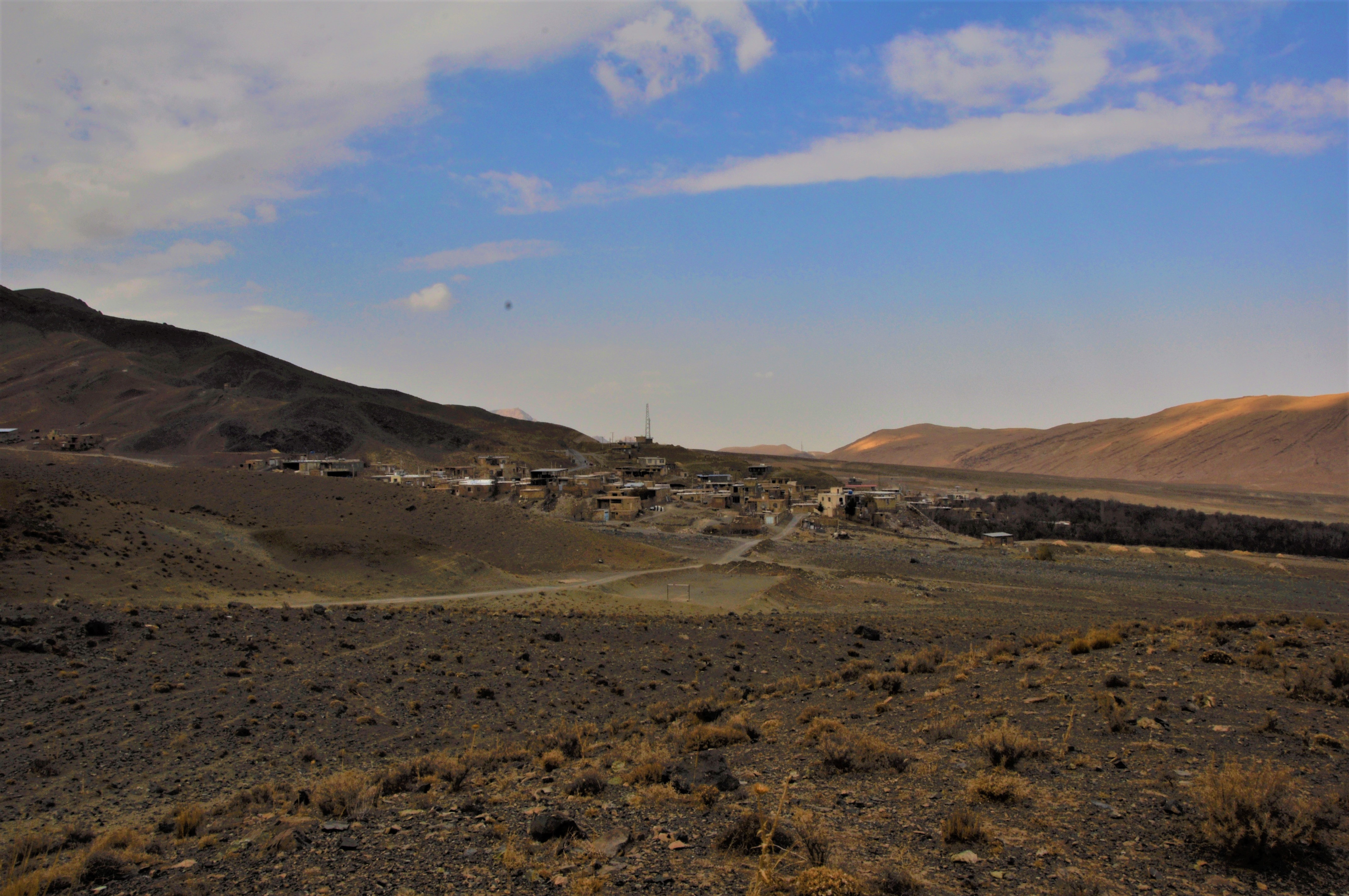
منظره روستای جزه از روی تپه پنجه گار

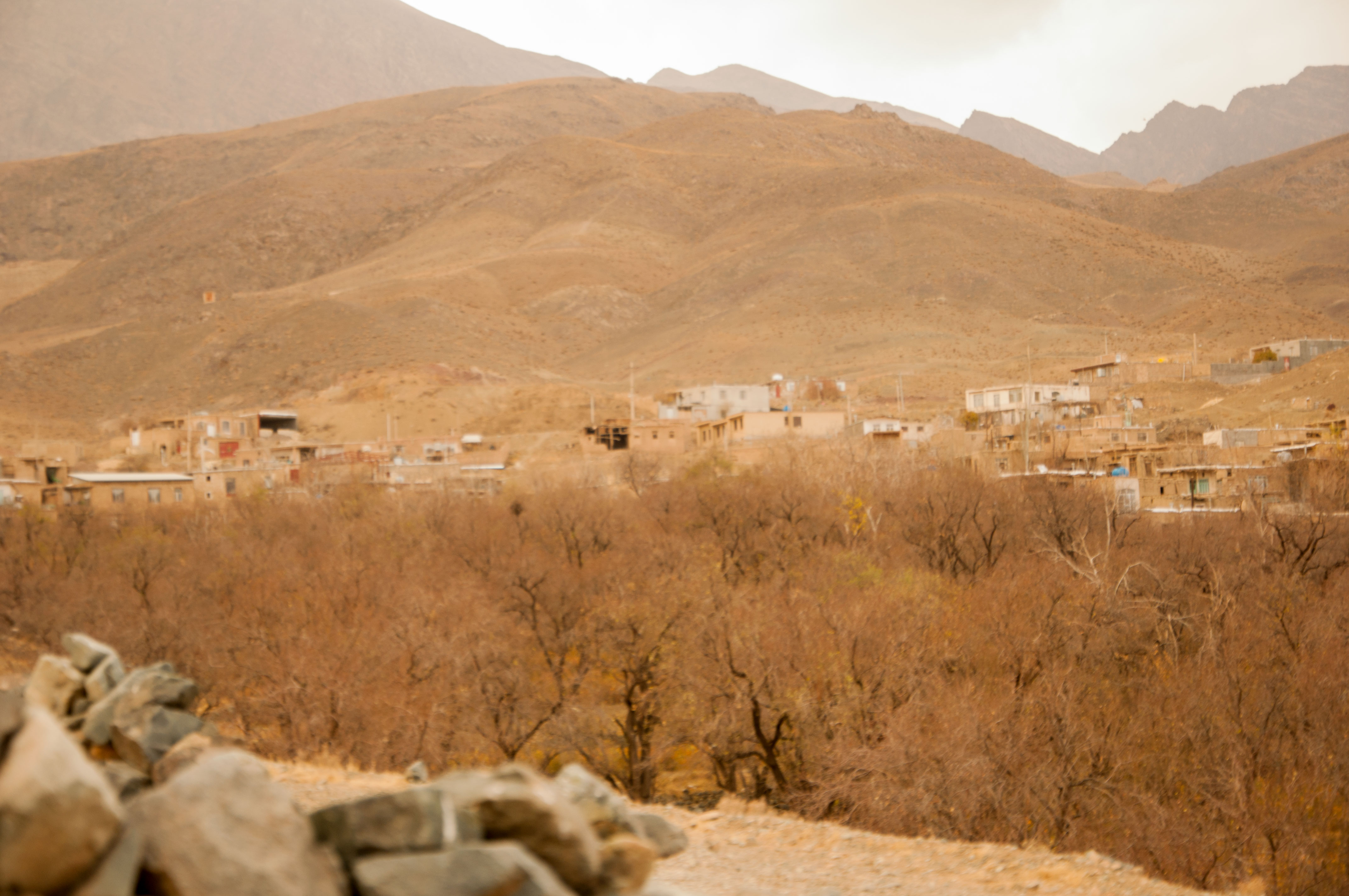
منظره‌ای از روستای جزه در فصل پاییز

جزه (کاشان)، روستایی از توابع بخش مرکزی شهرستان کاشان در استان اصفهان ایران است.
روستای جزه مکان‌های گردشگری زیادی دارد ،عبارت اند از:
1-آبشار پاسو : این مکان در جنوب غربی روستا واقع شده و همه ساله در فصل‌های سال قابل توجه گردشگران و حتی اهالی روستا بوده و در کنار آبشار به تفریح می پردازند.
https://goo.gl/maps/RRAi3bG45uP2
2-آبادی گوجار: یکی از مکانهایی که توسط خیلی از عموم به دلیل آب و هوای خوش و خوبی که در بهار و تابستان دارد شناخته شده‌است. این مکان در سمت جنوب روستا قرار دارد .
https://goo.gl/maps/BujsiUewJ6G2
3-زیارتگاه امامزاده احمد :آقای دکتر لطف الله مفخم در کتاب فرهنگ آبادی‌های ایران صفحه 117 آورده: « جزه یکی از دهستان‌های ارزنده کاشان می‌باشد و و یکی از امتیازات گرانقدر روستای جزه داشتن بقعه مبارکه امامزاده احمد (ع) است و این بقعه در میان چهاردیواری واقع گردیده و در وسط آن درخت گز بسیار ارزنده می‌باشد» و آیت الله علامه سید عزیز الله امامت با جمعیت فراوانی از بزرگان کاشان به روستای جزه شرفیاب شدند و ایشان قبر مقدس امامزاده احمد  را در زیر درخت گز معین فرمودند و همه اهل این سامان به شادی مفتخر شدند و سپس از دانشگاه تهران جمعی از پژوهشگران دانشکده تهران با اساتید گرامشان از آنان دعوت شد و همه آنان با تشریفاتی به این بقعه مبارکه امامزاده احمد (ع) شرفیاب شدند و پس از نمونه برداری از این درخت گز که زیر آن مزار امامزاده احمد (ع) می‌باشد گفتند عمر درخت گز در حدود 900 سال است و آقای حبیب الله سلمانی آرانی در کتاب سیمای شهر کاشان صفحه 229 نگاشته که امامزاده احمد  در روستای جزه دفن شده‌است و در کتاب فرهنگ جغرافیایی ارتش جلد ششم (کاشان) صفحه 29 آمده: « جزه یکی از روستاهای شهرستان کاشان و در آن امامزاده احمد  دفن است. حقیر شیخ علی فلسفی گوید: این امامزاده احمد (ع) که دفن شده در روستای جزه دارای شجره نامه‌ای است که امضاهایی از بزرگان شده برای صحت این شجره نامه و در آن شجره نامه ثبت است امامزاده احمد به نام سلطان احمد ابن مهدی ابن امام سجاد (ع) می‌باشد و آن حضرت پس از رسیدن شش زخم به بدن نازنینش در جنگ که در رکاب سلطان علی بن امام محمد باقر(ع)  بوده کشته شد .
https://goo.gl/maps/u1YVyCmqzNv
و...

## جمعیت
این روستا در دهستان کوهپایه قرار دارد و بر اساس سرشماری مرکز آمار ایران در سال 1395، جمعیت آن 368 نفر (111خانوار) بوده‌است.